# Mark Ajay Kurita
Mark Ajay Kurita (japanisch 栗田 マーク アジェイ Kurita Mark Ajay; * 7. März 1997 in Tokio, Präfektur Tokio) ist ein japanischer Fußballspieler.

## Karriere
Mark Ajay Kurita erlernte das Fußballspielen in den Schulmannschaften der Tamagawa School und der Tokyo Jitsugyo High School, in der Jugendmannschaft des Tokyo SC, sowie in der Universitätsmannschaft der Shizuoka Sangyo University. Seinen ersten Vertrag unterschrieb er im Februar 2020 bei Kamatamare Sanuki. Der Verein aus Takamatsu, einer Großstadt in der Präfektur Kagawa auf der Insel Shikoku, spielte in der dritten japanischen Liga, der J3 League. Sein Drittligadebüt gab Mark Ajay Kurita am 28. Juni 2020 im Heimspiel gegen die U23-Mannschaft von Gamba Osaka. Hier stand er in der Startelf und schoss in der 65. Minute sein erstes Drittligator. Kurita spielte die kompletten 90 Minuten. Bis Ende 2021 absolvierte er für Sanuki 50 Ligaspiele. Im Februar 2022 wechselte er auf Leihbasis zum Viertligisten Suzuka Point Getters.